# Wilhelm Zedinek

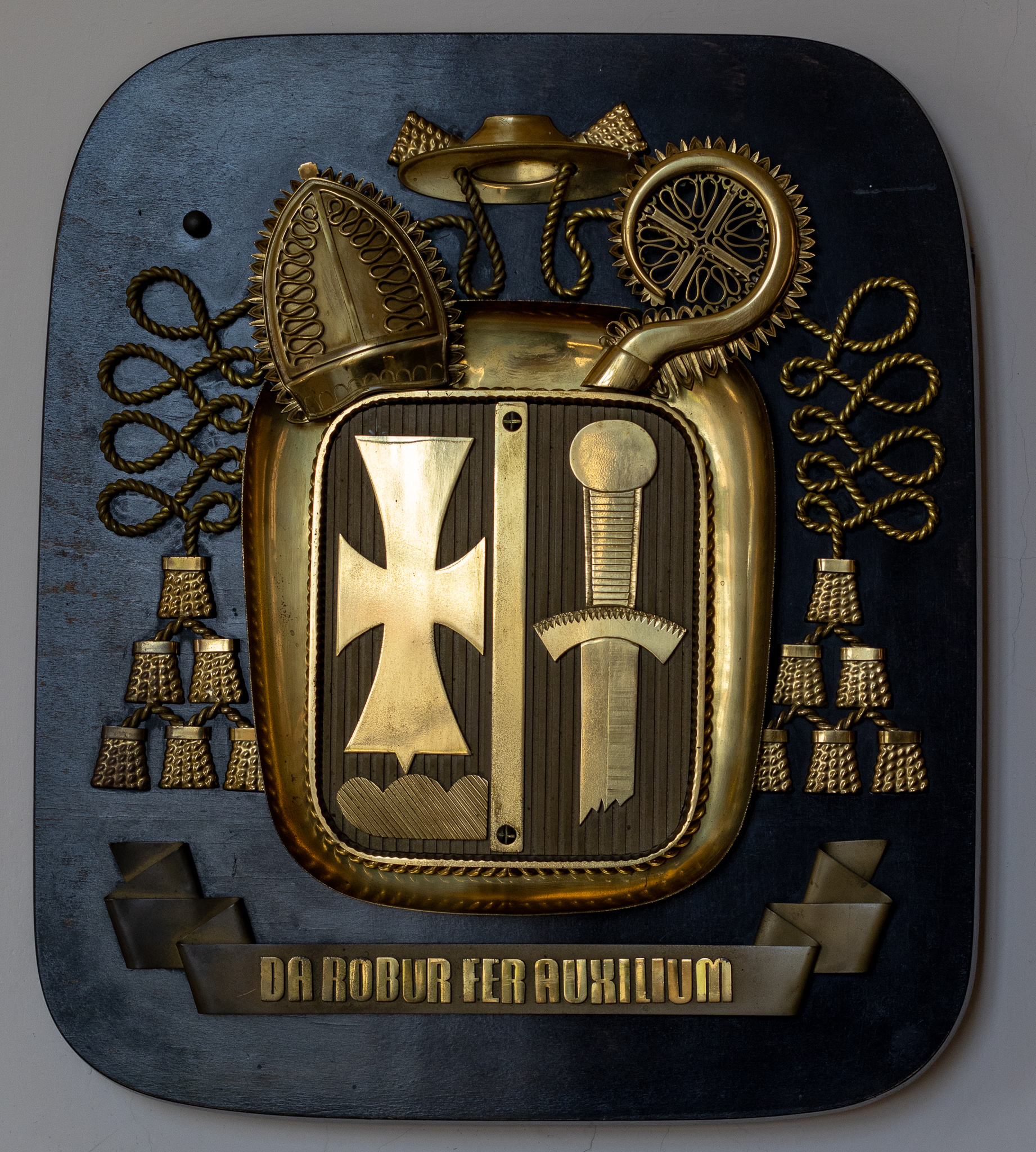
Wappen mit Spruch Da robur, fer auxilium

Wilhelm Felix Zedinek OSB (* 19. Juni 1898 in Wien; † 23. November 1971 im Stift Göttweig) war ein österreichischer Geistlicher und der 62. Abt des Stiftes Göttweig in der Wachau. 

## Leben und Wirken
Zedinek, Sohn des aus Böhmen stammenden Beamten Johann Franz Zedinek und Ehefrau Anna (geb. Landgraf) schloss seine Schullaufbahn am Elisabeth-Gymnasium (heute Rainergymnasium) in Wien-Margareten 1916 mit dem Abitur ab. Dort wurde er Mitglied der katholischen Pennalie Herulia. Nachdem er das Gymnasium verlassen hatte, absolvierte er die Offiziersschule in Troppau. 1917 ging er als Leutnant der Reserve in den Kriegsdienst.
Noch vor dem Ende des Ersten Weltkriegs begann er mit dem Studium an der Hochschule für Bodenkultur in Wien. Seit 1918 war er Mitglied der katholischen Studentenverbindung KaV Norica Wien. 1919 trat er in den Stift Göttweig ein. Im gleichen Jahr begann er mit dem Studium an der Philosophisch-Theologischen Hauslehranstalt Klosterneuburg. Nur ein Jahr später ging er an die Benediktineruniversität San Anselmo, wo er ein Jahr studierte, bevor er zwischen 1921 und 1923 in Rom und Innsbruck und ab 1923 in Wien weitere Studien verfolgte. Im Verlauf der Jahre verfasste Zedinek eine Dissertation, legte aber keine 
Rigorosen ab.
Bereits am 31. Dezember 1919 legte Zedinek sein einfaches Ordensgelübde ab. Am 2. Oktober 1922 folgte das feierliche Gelübde. Am 3. Dezember 1922 erfolgte in Innsbruck seine Priesterweihe. Nach einigen Jahren der Tätigkeit als Seelsorger wurde das Stift Göttweig aufgelöst. Nach Ende des Zweiten Weltkriegs wurde das Stift neugegründet und Zedinek wurde am 5. August 1949 als 62. Abt des Stiftes gewählt. Am 10. August 1949 wurde er durch Bischof Michael Memelauer benediziert. Nach seiner Wahl engagierte er sich um die Rückerstattung des Klostervermögens und den Wiederaufbau des Stiftes. Zur Nachwuchssicherung baute Zedinek einen Sängerknabenkonvikt auf. 
1964 übertrug man Zedinek als weitere Position die Stelle als Administrator des Stiftes Lambach in Oberösterreich. Bis zum 1. Dezember 1966 übte er diese Funktion aus. Dabei gelang ihm die Konsolidierung der desolaten wirtschaftlichen Verhältnisse. 
Am 13. April 1965 wurde ihm die Bürgermedaille der Stadt Passau verliehen. Zedinek starb 1971 und wurde im Stift Göttweig begraben.

## Auszeichnungen
- Silberne Tapferkeitsmedaille I. und II. Klasse
- Karl-Truppenkreuz
- Verwundetenmedaille
- Bürgermedaille der Stadt Passau (1965)